# Akita Port Tower Selion
Akita City Port Tower Selion (秋田市ポートタワーセリオン Akitashi Pōto Tawā Serion?)  es un lugar a visitar en la ciudad de Akita, Japón. La torre se terminó de construir en 1994. Se encuentra en el distrito de Tsuchizaki. La torre es la más alta de las tres prefecturas del norte de Tohoku, con su plataforma de observación a 100 metros y su aguja a 143.6 metros. Ésta ofrece una vista panorámica completa de la ciudad y pueden verse las montañas de la península de Oga, Taiheizan y el monte Chokai. En el pasado, en este lugar Cable Networks Akita recibió la transmisión de TV-U Yamagata desde Takadateyama, Tsuruoka. 

## Galería

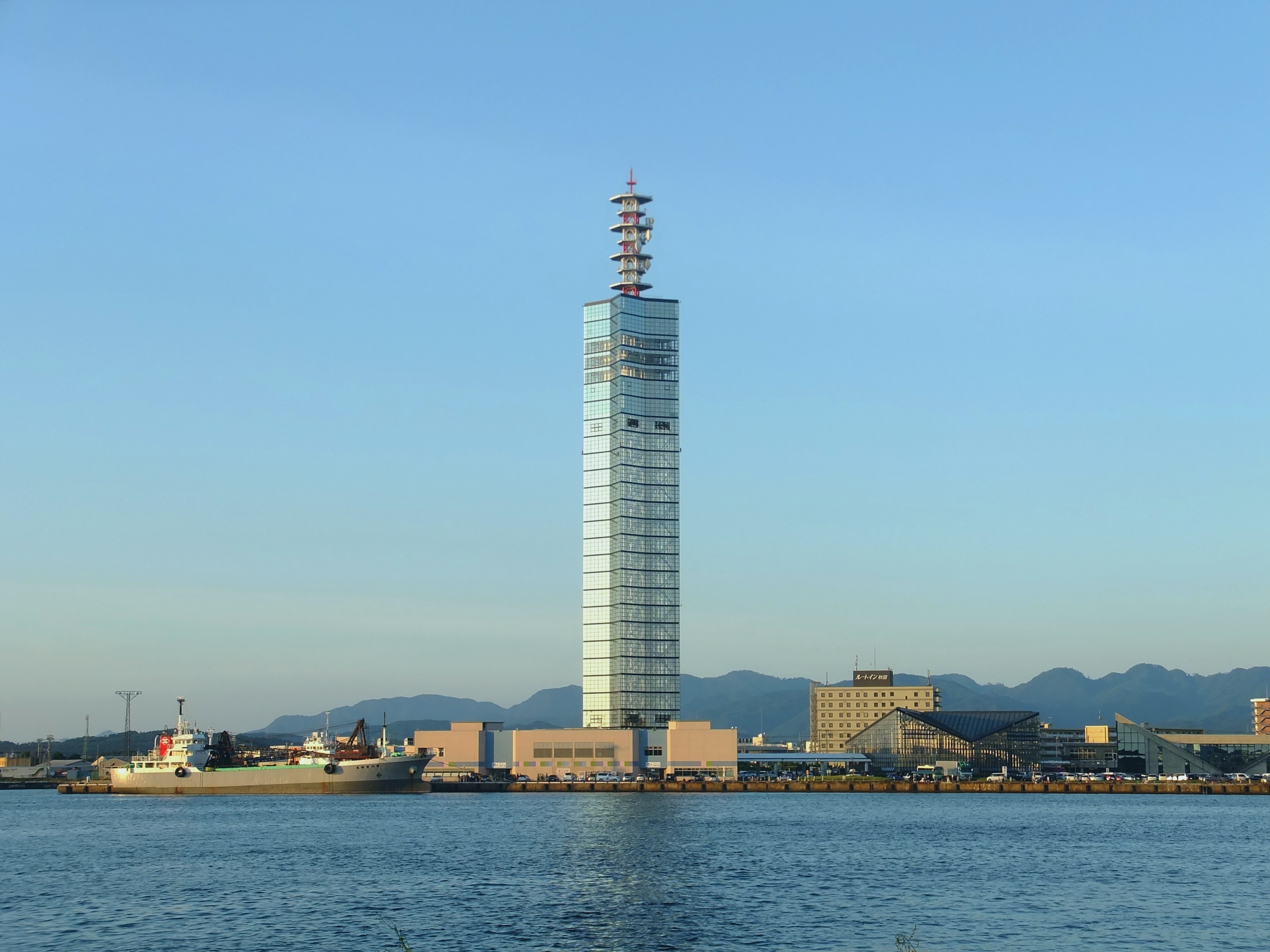
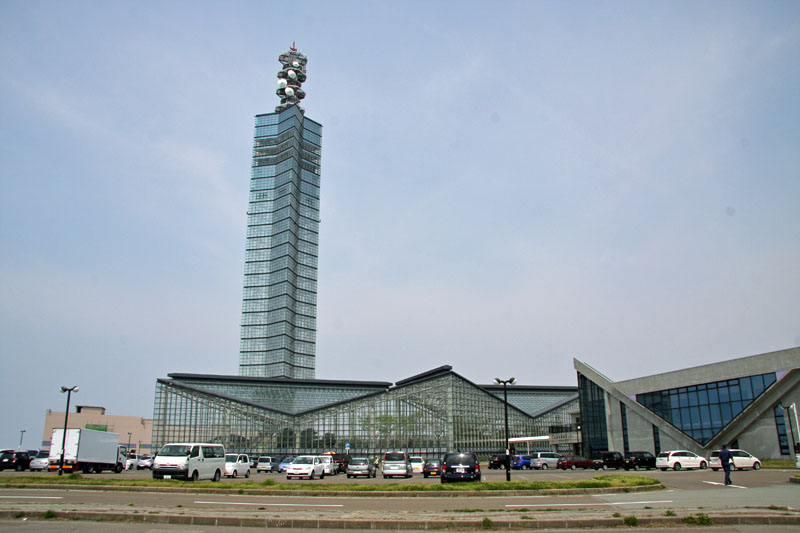
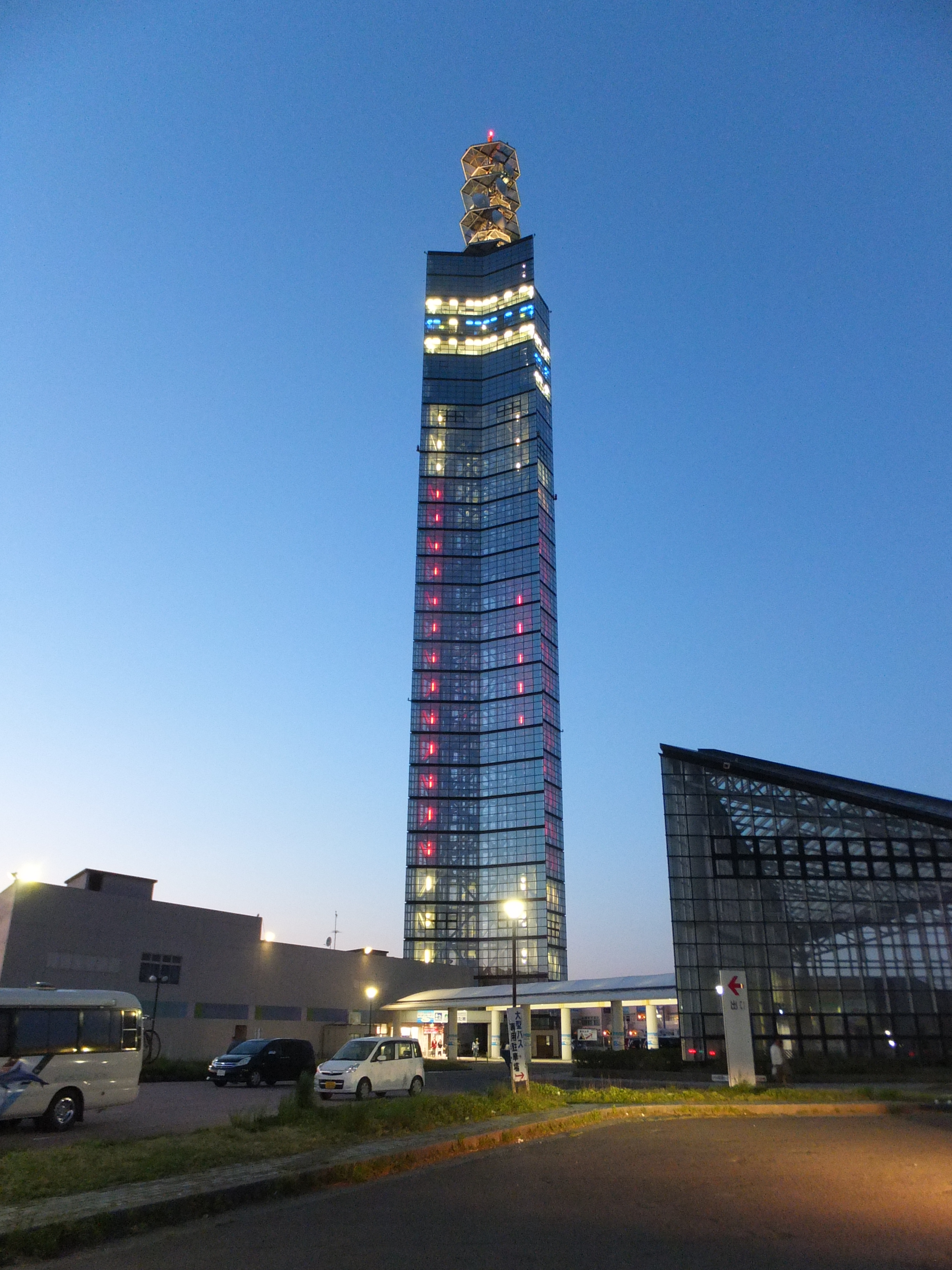
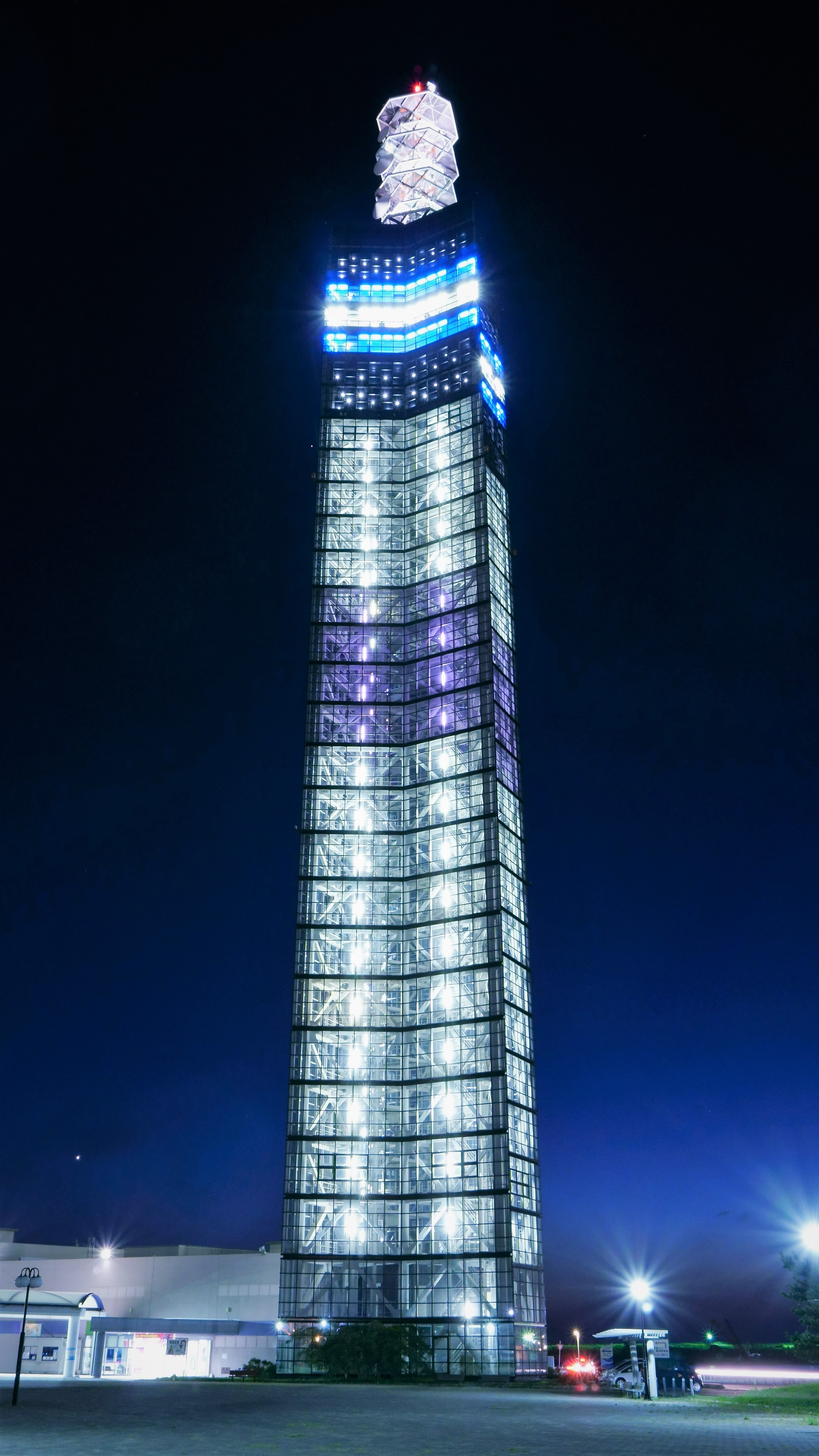
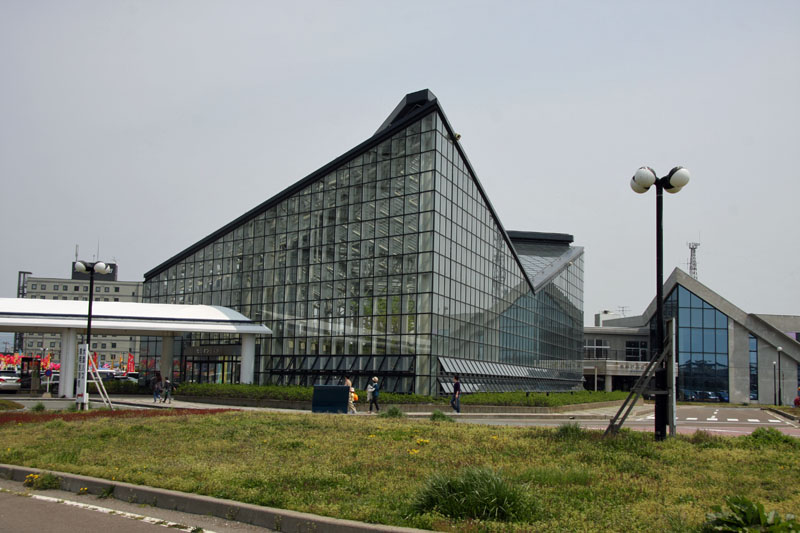
Selion Rista
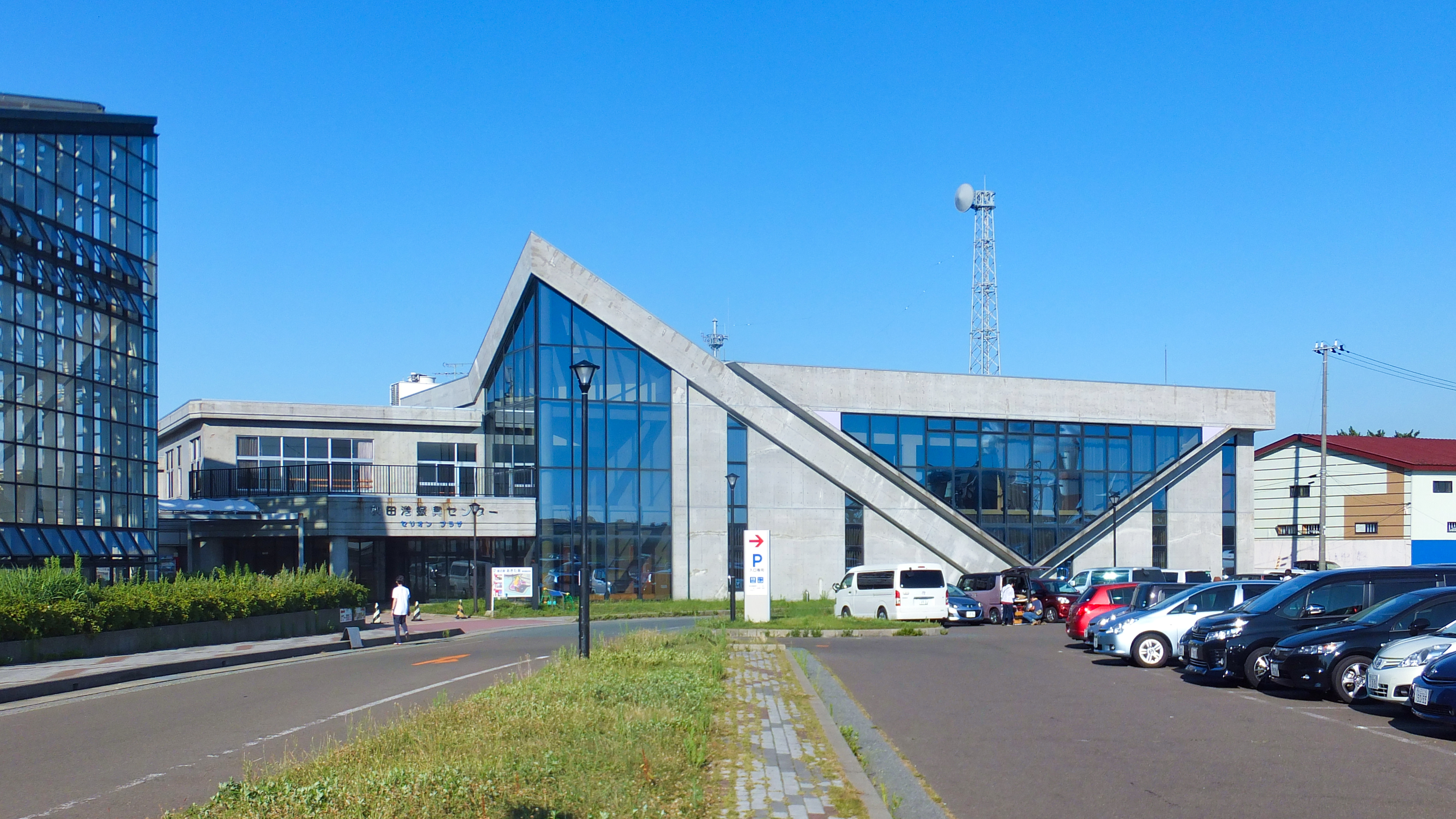
Plaza Selion
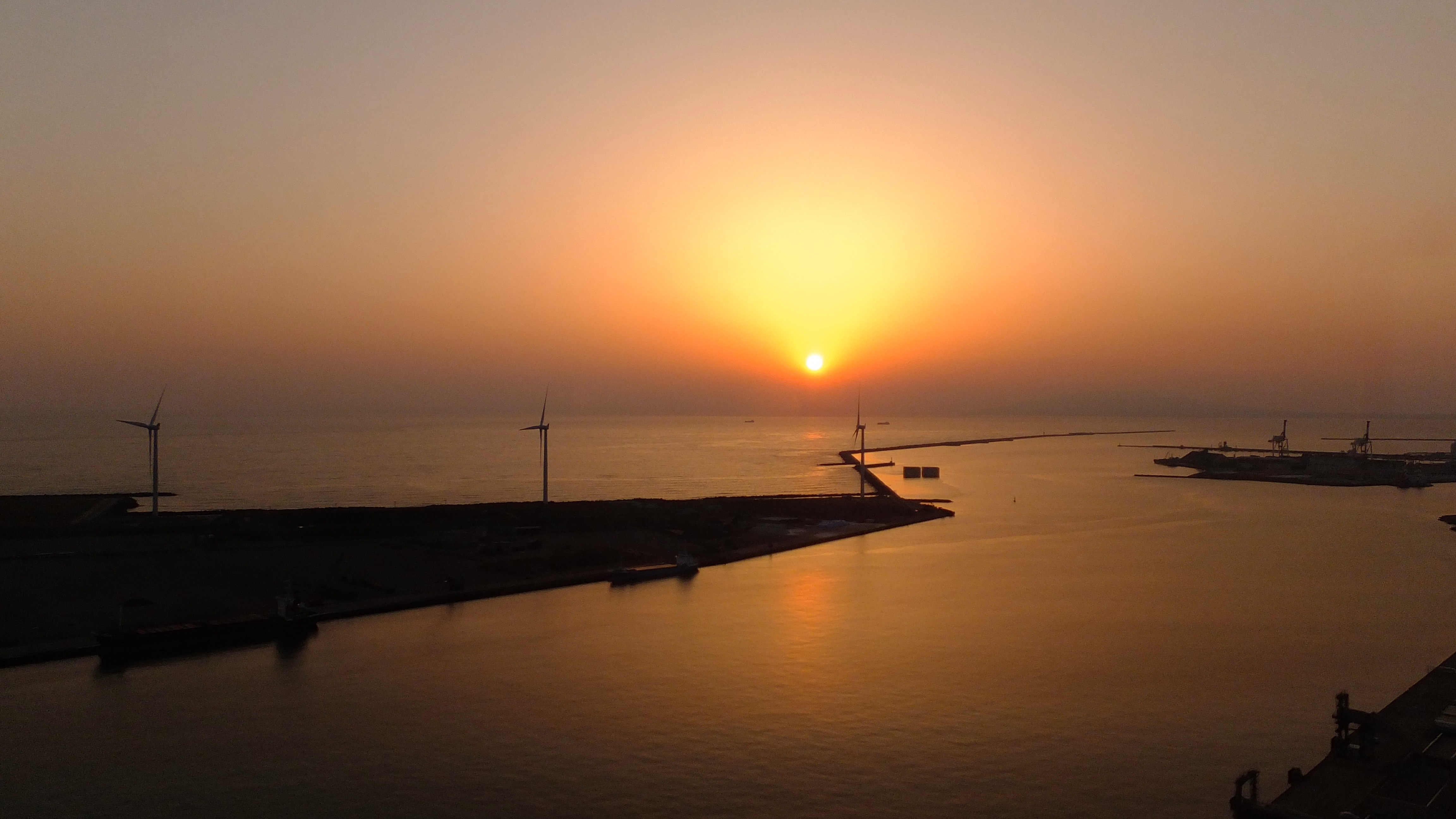
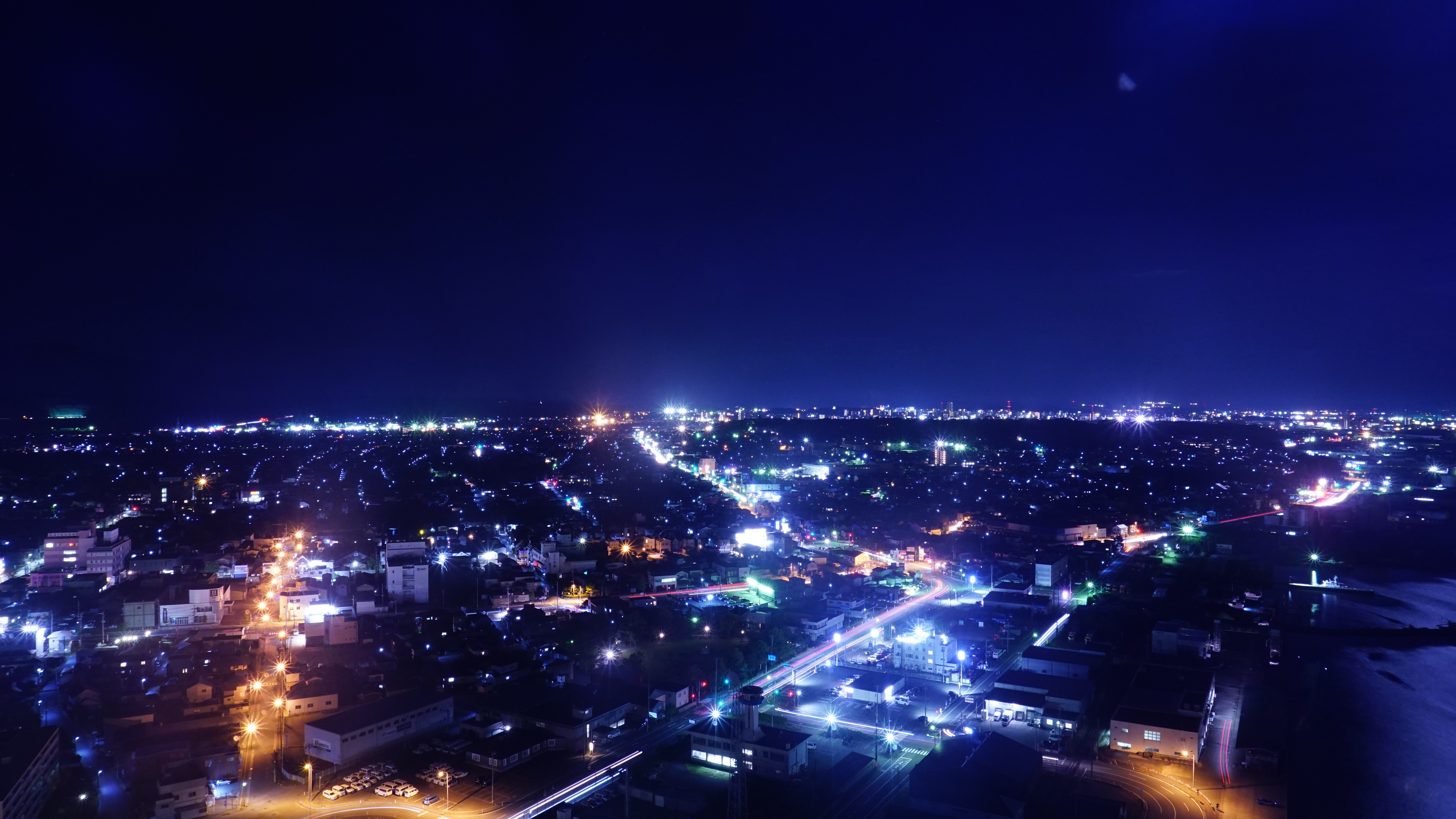